# Andrea Leeds
Antoinette Lees (ur. 14 sierpnia 1914 w Butte, zm. 21 maja 1984 w Palm Springs) – amerykańska aktorka, nominowana do Oscara za rolę drugoplanową w filmie Obcym wstęp wzbroniony.

## Wybrana filmografia
- 1935: Anna Karenina jako dziewczyna w barze (niewymieniona w czołówce)
- 1936: Cygańskie dziewczę jako guwernantka (niewymieniona w czołówce)
- 1936: Mój pan mąż jako towarzyszka (niewymieniona w czołówce)
- 1936: Prawo młodości jako Evvie Glasgow
- 1937: Obcym wstęp wzbroniony jako Kay Hamilton